# Axinandra zeylanica
Axinandra zeylanica es una especie de plantas con flores perteneciente a la familia Crypteroniaceae. 

## Hábitat
Es endémica de Sri Lanka donde se desarrolla en las selvas húmedas de tierras bajas. 

## Taxonomía
Axinandra zeylanica fue descrita por  George Henry Kendrick Thwaites y publicado en Hooker's Journal of Botany and Kew Garden Miscellany 6: 67. 1854.